# The Church of Jesus Christ (Bickertonite)
The Church of Jesus Christ ("Jesu Kristi kyrka") är ett religiöst samfund med säte i Monongahela, Pennsylvania, USA. Kyrkan har drygt 12 000 medlemmar fördelade på Nord- och Sydamerika, Europa, Asien och Afrika. Kyrkan anses vara det tredje största samfundet inom Sista Dagars Heliga-rörelsen. Ibland har man av utomstående kallats för "bickertoniter" eller "rigdoniter", efter sina grundare William Bickerton och Sidney Rigdon.
The Church of Jesus Christ hävdar att man är den enda sanna, andliga arvtagaren till Kristi Kyrka, grundad av Joseph Smith den 6 april 1830 och att Sidney Rigdon var den rättmätige arvtagaren till Joseph Smith.
Smith betraktas som profet men man anser också att han ibland hade fel i sina förutsägelser.
Till skillnad från Jesu Kristi Kyrka av Sista Dagars Heliga betraktar man inte Joseph Smith som den "Utvalde Siaren" som nämns i Mormons bok (2 Nephi 3:6-7). Jesu Kristi kyrkas medlemmar väntar fortfarande på att denne ska komma och många av dem tror att siaren kommer att vara av indianskt ursprung.

## Historia
Efter kyrkans ledarkris splittrades Jesu Kristi Kyrka av Sista Dagars Heliga med högkvarter i Nauvoo, Illinois. Majoritetsgruppen under ledning av Brigham Young flyttade till Utah medan Rigdon och hans anhängare slog sig ner i Pittsburgh, Pennsylvania där de, den 6 april 1845 samlades för att återupprätta Kristi Kyrka.
Samma år döpte Rigdon William Bickerton i Pittsburgh. Bickerton utnämndes snart till äldste och evangelist inom kyrkan.
På hösten 1845 hölls ännu en generalkonferens, denna gång i Philadelphia. Rigdon meddelade då att kyrkan skulle upprätta ett kristet kollektiv på "Adventure Farm" nära Greencastle i Pennsylvania. Detta sociala experiment blev dock ett misslyckande och 1847 hade såväl kollektivet som Rigdons kyrka kollapsat. 
Aposlarna William E McLellin och Benjamin Winchester hade redan tidigare revolterat mot Rigdons ledarskap och bildat ytterligare en Kristi kyrka med David Whitmer som president och profet.
William Bickerton vill dock inte följa vare sig Rigdon eller Whitmer utan stannade kvar i Monongahela, Pennsylvania där han 1849 började samla sina anhängare. 1851 bildades en församling, under ledning av Bickerton, i West Elizabeth, Pennsylvania. Andra äldste utnämndes och stavar bildades i Allegheny, Rock Run, Green Oak och Pine Run (i Pennsylvania) samt i Wheeling (i West Virginia).
I början använde man sig av moderkyrkans namn, Jesu Kristi Kyrka av Sista Dagars Heliga men i juli 1862 samlades representanter från stavar i Pennsylvania, Ohio och Virginia till en konferens i Green Oak, Pennsylvania där man formellt organiserade sig under namnet Jesu Kristi kyrka. 
William Bickerton var mötesordförande. Hans två rådgivare i det nybildade Första presidentskapet, George Barnes och Charles Brown, ordinerades till apostlar. De Tolv Apostlarnas Quorum kom att bestå av: Arthur Bickerton, Thomas Bickerton, Alexander Bickerton, James Brown, Cummings Cherry, Benjamin Meadowcroft, Joseph Astin, Joseph Knox, William Cadman, James Nichols, John Neish och John Dixon. 
Trossamfundet registrerades formellt i Pittsburgh, i juni 1865 under det officiella namnet Church of Jesus Christ of Green Oak, Pennsylvania.
1875 flyttade William Bickerton, åtföljd av 35-40 familjer, till Kansas där de bildade the Zion Valley Colony, som senare blev till staden St John, Kansas. 
1880 efterträdde William Cadman Bickerton som kyrkans president. Under denne, och efterföljande ledare, har kyrkan spridits över USA och världen.
Den 5 april 1941 blev man officiellt registrerade som  "The Church of Jesus Christ" i Washington County, Pennsylvania.

## Sakrament
Dopsynen är baptistisk, det vill säga att man praktiserar troendedop genom nedsänkning.
Nattvarden firas med gemensam bägare.
Kyrkan praktiserar även fottvagning (John 13:5) fyra gånger om året, som ett uttryck för personlig ödmjukhet. Man ser detta som ett viktigt sakrament eftersom Jesus sade till Petrus att "om jag inte tvättar dig, har du ingen del i mig".
Medlemmarna hälsar varandra med en "helig kyss" på kinden (även här med hänvisning till Nya Testamentet).